# Cal Saio
Cal Saio fou una masia del Prat de Llobregat construïda totalment en pedra de pedrera durant el segle xix amb cert aire senyorial. El propietari de la finca, composta de 166 mujades de terra de conreu i bosc era, el 1872, Ferran Puig i Gibert. Anys més tard va vendre la casa, 46 mujades de terra i un petit bosc de salzes a antonio Roig i Rey. Quan la casa ja era propietat de la família de Missé Casamada i Roig, sembla que va ser reformada.
Els primers masovers procedien de Sant Martí de Torrelles i eren la família de Joan Farrés, que es van anar succeint durant diverses generacions fins a arribar a la darrera que va treballar a la finca, que va ser la de Guillem Farrés i Comas, la seva esposa, Antònia Torné i Carreras, i el fill, Xavier. La casa feia 359 m² i, a més de la planta baixa i el pis, tenia unesventilades golfes.
A les 20 mujades de terra de conreu, a més de les clàssiques verdures pròpies de la nostra comarca, hi cultivaven dues mujades de presseguers de molt bona qualitat.
L'any 1974, la propietària Mercedes Casamada i Roig, va vendre tota la hisenda (13.542 m²) i al seu lloc s'hi van construir blocs de pisos i el polígon industrial que porta el nom de la casa; tot el conjunt està situat entre el carrer del Gaiter del Llobregat, la carretera de la Marina i l'avinguda de la Verge de Montserrat. La casa va ser enderrocada el 20 de febrer de 1974.